# エスタディオ・ラ・ロサレーダ
エスタディオ・ラ・ロサレーダ（Estadio La Rosaleda）は、スペイン・アンダルシア州マラガにあるサッカー専用スタジアム。1992年よりマラガCFがホームスタジアムとして使用している。
スタジアム名のラ・ロサレーダは、バラ園という意味を持ち、スタジアム建設前のこの地にあったバラ園から取られている。

## 歴史
1936年4月21日、スタジアム建設工事が起工したが、3ヶ月後に勃発したスペイン内戦によって建設工事が4年もの間中断されたため、竣工が大幅に遅れた。1941年9月14日、CDマラガ対セビージャFCの親善試合でこけら落しとなった。当時のアンダルシア州内では最大規模のスタジアムであったため、その後のスペイン代表戦や1982 FIFAワールドカップといった大規模な国際大会の会場にも選ばれている。
2010年7月、選手が座るベンチやスタンドの手すり、階段の補修、VIP席の増席など小さな改修工事を施行した。
2012-13シーズンの8月22日、スタジアム史上初のUEFAチャンピオンズリーグの試合がマラガCF対パナシナイコスFC戦で行われた。試合はエリゼウとマルティン・デミチェリスの得点によって2-0でマラガが見事勝利した。

## 開催された主な試合
- 1982 FIFAワールドカップ

| 日付          | ホームチーム   | 結果 | アウェーチーム   | ラウンド  |
| ------------- | -------------- | ---- | ---------------- | --------- |
| 1982年6月15日 | スコットランド | 5-2  | ニュージーランド | グループ6 |
| 1982年6月19日 | ソビエト連邦   | 3-0  | ニュージーランド | グループ6 |
| 1982年6月22日 | ソビエト連邦   | 2-2  | スコットランド   | グループ6 |

- 国際Aマッチ

| 日付           | ホームチーム | 結果 | アウェーチーム   | 大会                          |
| -------------- | ------------ | ---- | ---------------- | ----------------------------- |
| 1973年2月21日  | スペイン     | 3-1  | ギリシャ         | 1974 FIFAワールドカップ・予選 |
| 1980年2月13日  | スペイン     | 0-1  | 東ドイツ         | 親善試合                      |
| 1982年11月27日 | スペイン     | 1-0  | アイスランド     | UEFA欧州選手権1984予選        |
| 1988年2月24日  | スペイン     | 1-2  | チェコスロバキア | 親善試合                      |
| 1990年3月28日  | スペイン     | 2-3  | オーストリア     | 親善試合                      |
| 1994年11月30日 | スペイン     | 2-0  | フィンランド     | 親善試合                      |
| 2008年2月8日   | スペイン     | 1-0  | フランス         | 親善試合                      |
| 2012年2月29日  | スペイン     | 5-0  | ベネズエラ       | 親善試合                      |
| 2017年11月11日 | スペイン     | 5-0  | コスタリカ       | 親善試合                      |
| 2021年6月2日   | ノルウェー   | 1-0  | ルクセンブルク   | 親善試合                      |
| 2022年6月12日  | スペイン     | 2-0  | チェコ           | UEFAネーションズリーグ2022-23 |
| 2023年3月25日  | スペイン     | 3-0  | ノルウェー       | UEFA EURO 2024予選            |

## ギャラリー

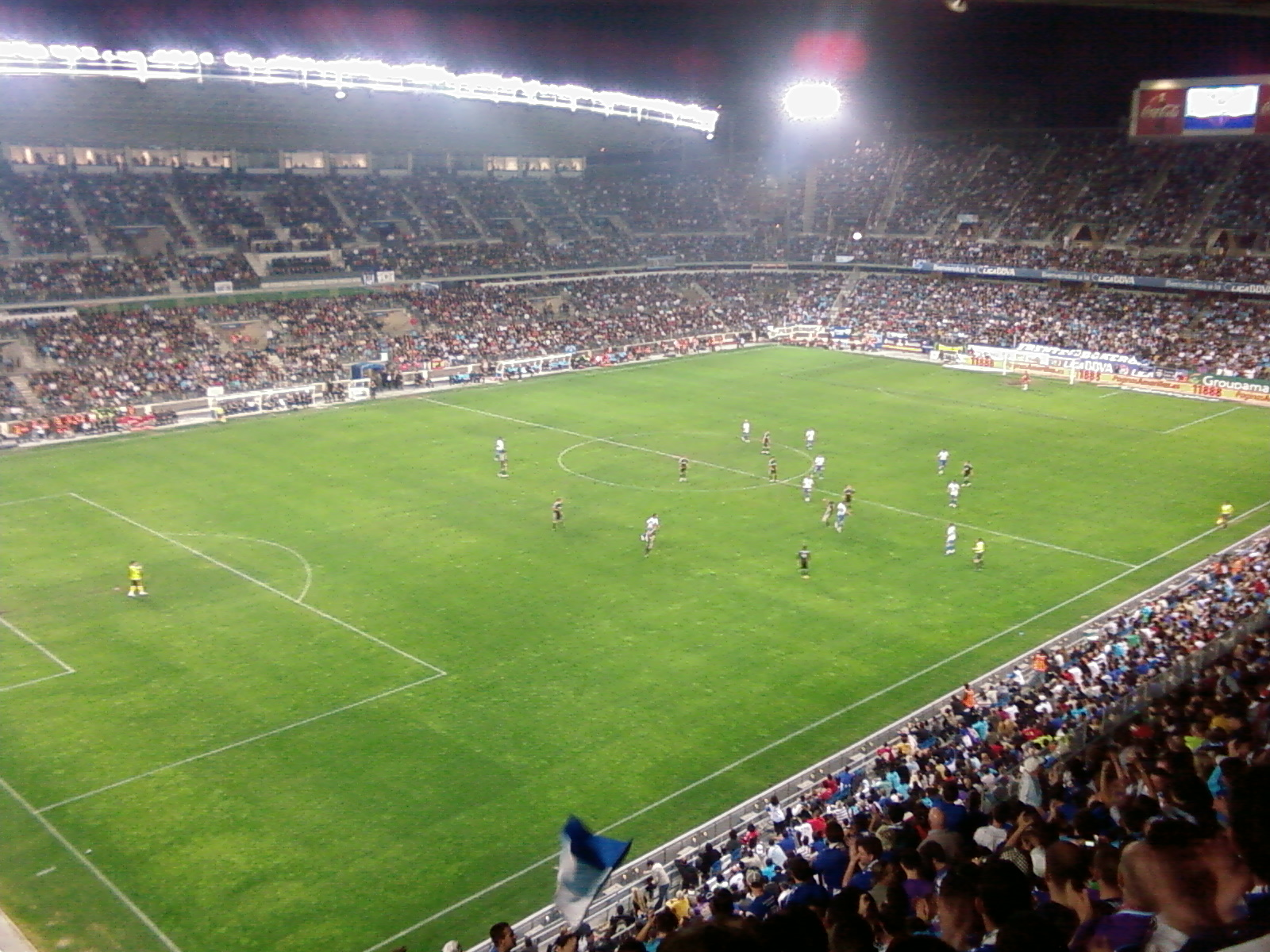
内観1
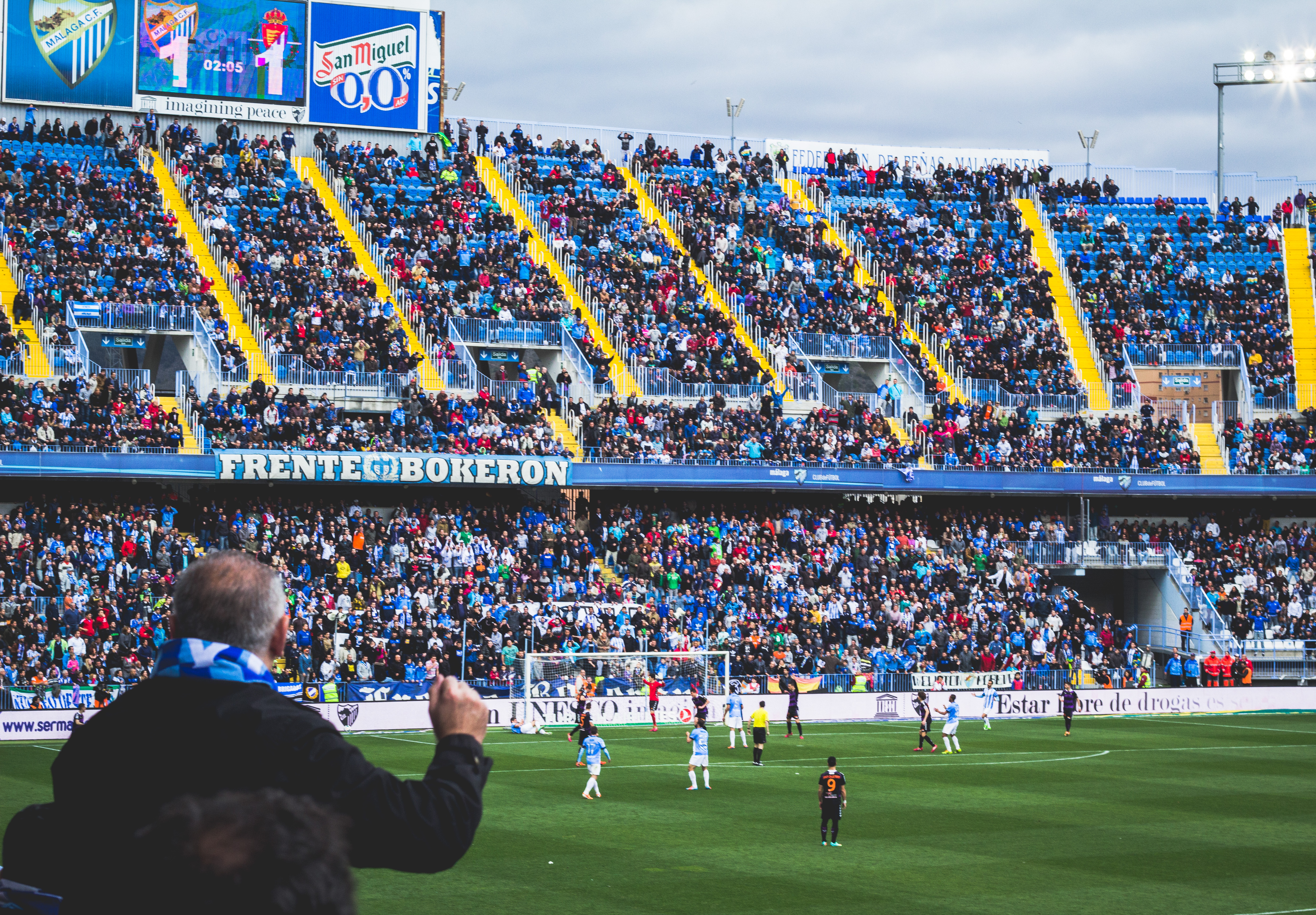
内観2
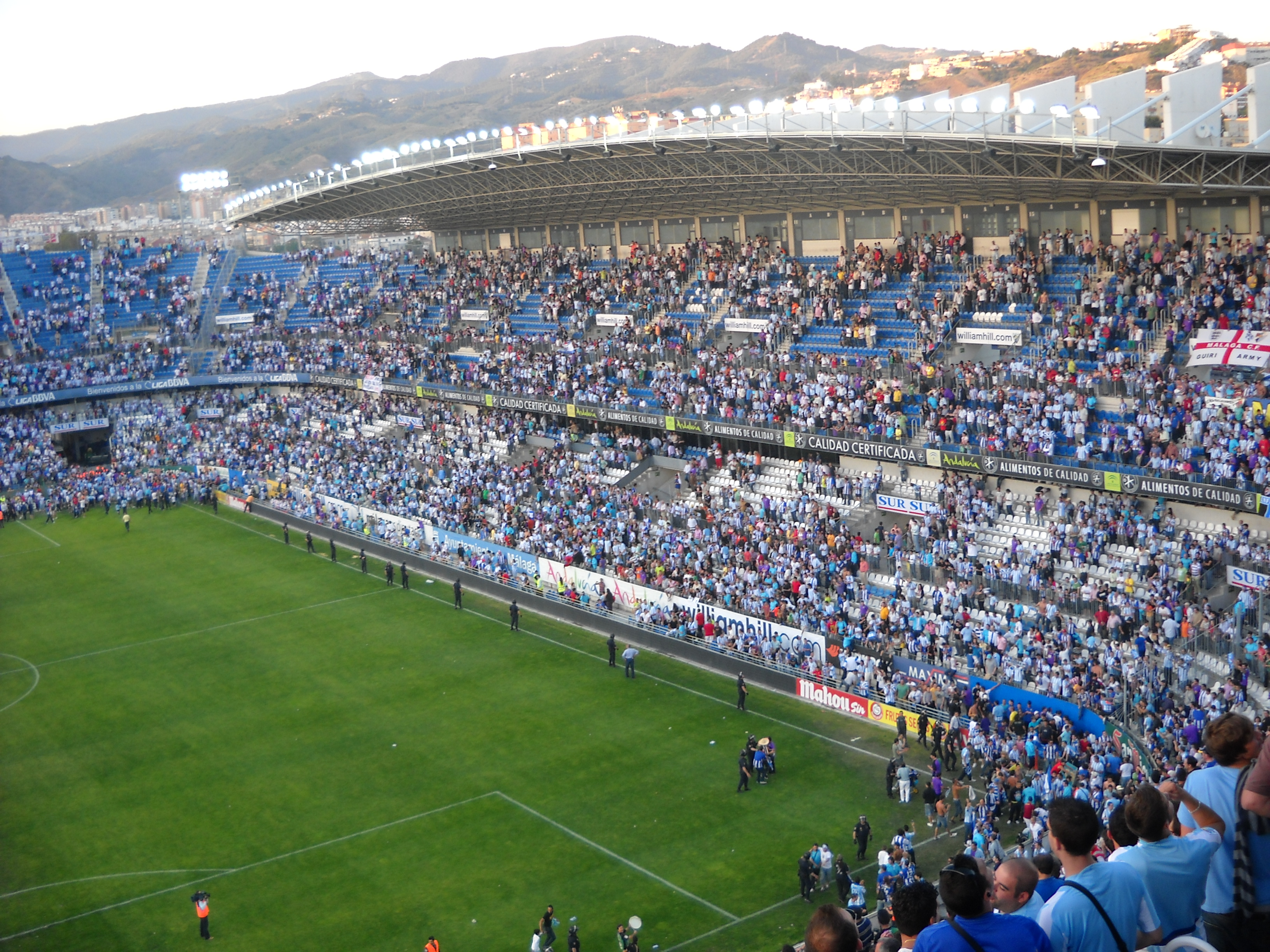
メインスタンド
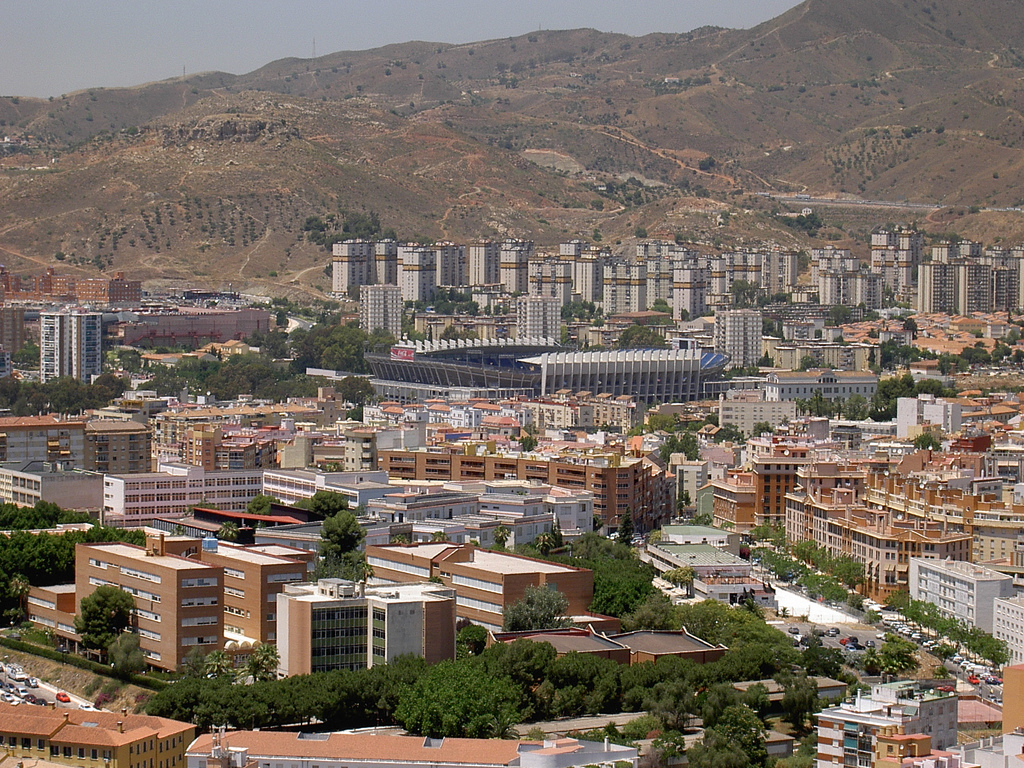
スタジアムの遠景